# Honoré Levècque
Honoré Levècque (Nieuwpoort, 2 november 1892 - Brugge, 4 maart 1957) was een Belgisch kunstschilder, pentekenaar en illustrator behorend tot de zogenaamde Brugse school.

## Levensloop
Levècque was pas twaalf toen hij op pad trok om de mooie hoekjes van zijn stad en streek met potlood op papier te zetten. Hij studeerde architectuur aan het Sint-Lucasinstituut van Gent.
In 1914 was hij vrijwilliger in het Belgisch leger en nam deel aan de strijd aan het IJzerfront. Hij nam tezelfdertijd deel aan tentoonstellingen, samen met Achille Van Sassenbrouck, in Parijs, Le Havre, Cardiff, De Panne en Avekapelle.
Na de oorlog kwam hij in Brugge wonen en werd er bediende bij de spoorwegen. Hij trouwde in 1924 met Françoise Clicteur, een huwelijk dat kinderloos bleef.
Hij maakte veel romantische tekeningen met sfeerbeelden van Brugse straten, stegen, gebouwen, huizen, bruggen. Hij leverde veel boekillustraties, alsook illustraties in Nederlandstalige en Franstalige kranten en tijdschriften.
Hij was medestichter en bestuurslid van de Brugse kunstkring Hedendaagsche kunst, onder het voorzitterschap van José Storie.